# Hermann Jónasson
Pour les articles homonymes, voir Jonasson.
Hermann Jónasson, né le 25 décembre 1896 et mort le 22 janvier 1976, est un homme d'État islandais et Premier Ministre à deux reprises. Il est membre du Parti du progrès.